# Dasypeltis sahelensis
Dasypeltis sahelensis är en ormart som beskrevs av Trape och Mané 2006. Dasypeltis sahelensis ingår i släktet Dasypeltis och familjen snokar. Inga underarter finns listade i Catalogue of Life.
Arten förekommer i västra Afrika från Marocko till Nigeria. Honor lägger ägg.